# Bill Vukovich
Bill Vukovich (ur. 13 grudnia 1918 we Fresno, zm. 30 maja 1955 w Indianapolis) – kierowca wyścigowy ze Stanów Zjednoczonych. Dwukrotnie zwyciężył w wyścigu Indianapolis 500.
Zginął w tragicznym wypadku podczas wyścigu na torze Indianapolis. Samochód Vukovicha wpadł na kolidujące ze sobą pojazdy próbujące ominąć rozbity chwilę wcześniej samochód, wypadł z toru i rozbił się. Kierowca zginął na miejscu.
Był uznawany za jednego z najwybitniejszych kierowców w owym czasie. Jego starty w Indianapolis 500 przypadły na okres gdy wyścig ten był zaliczany do klasyfikacji Mistrzostw Świata Formuły 1, w związku z czym Vukovich ma w statystykach Formuły 1 zapisane dwa zwycięstwa, jedno pole position, trzy najszybsze okrążenia i 19 zdobytych punktów.

## Starty w Indianapolis 500
| Rok  | Nadwozie     | Silnik      | Start | Wynik | Uwagi                       |
| ---- | ------------ | ----------- | ----- | ----- | --------------------------- |
| 1951 | Trevis       | Offenhauser | 20    | 29    | Wyciek oleju                |
| 1952 | Kurtis Kraft | Offenhauser | 8     | 17    | Awaria układu kierowniczego |
| 1953 | Kurtis Kraft | Offenhauser | 1     | 1     |                             |
| 1954 | Kurtis Kraft | Offenhauser | 19    | 1     |                             |
| 1955 | Kurtis Kraft | Offenhauser | 5     | 25    | Śmiertelny wypadek          |